# Eretis rotundimacula
Eretis rotundimacula is een vlinder uit de familie van de dikkopjes (Hesperiidae). De wetenschappelijke naam van de soort is voor het eerst geldig gepubliceerd in 1916 door Mabille & Boullet.